# یلوه نوارسیاه
یلوه نوارسیاه (نام علمی: Laterallus fasciatus) نام یک گونه از تیره یلوگان است.